# Palau Episcopal (Lleida)
Palau Episcopal és un edifici de Lleida protegit com a bé cultural d'interès local.

## Descripció
Edifici aïllat de planta baixa i pis. Planta quadrada amb pati jardí interior. Accés a través d'un pati exterior. La façana principal està composta amb torrasses laterals i elements neogòtics com finestrons amb trenca-llums. Porta d'accés adovellada. Vestíbul d'accés d'ambientació neogòtica. Al sostre del mateix, al primer pis, hi ha un enteixinat pintat de gran cromatisme.
Fàbrica de maó arrebossat, elements de pedra, murs de càrrega i forjats isostàtics.

## Història
Està construït sobre el solar de l'antic palau episcopal, que fou destruït l'any 1936.